# 美國參議院臨時議長
美国參議院臨時議長（英語：President pro tempore，/ˌproʊ ˈtɛmpəriː/ 或 /ˌproʊ ˈtɛmpəreɪ/），或譯作美國參議院署理議長，是美国参议院地位最高的参议员與地位次高的成员，由参议院從參議員中选出。从1890年起，这一职务通常由多数党最资深的参议员担当。
根据美国宪法，美国聯邦参议院地位最高者是美国副总统，因為副總統兼任參議院議長，但其并非参议员（不通过参议员选举产生），且只能在表決平局的情況下才能行使投票權。
当副总统不在场时，由參議院臨時議長執行议长职务，例如主持参议院会议。不过一般副总统和臨時議長均不主持参议院会议，这个工作交付给多数党内其他資淺參议员轮流担当以给予他们执行议事程序的经验。
參議院臨時議長是美國總統繼任順序中的第三名，在副总统和美國眾議院議長之后、美国国务卿之前。
现任参议院臨時議長是共和黨籍艾奥瓦州參議員查克·葛雷斯利，於2025年1月3日上任。
此外，美國大部分主權州的副州長亦兼任所屬州的參議院議長，因此這些州的參議院也會設立臨時議長來代替副州長執行議長職務。

## 权力和责任
參議院臨時議長是按照美国宪法第一條第三款设置的参议院职务。在一定程度上这个职务与美國眾議院議長类似，但参议院臨時議長的权力要比众议院議長小得多。参议院的权力主要是在参议院政党领袖以及各个参议员的手中。臨時議長在官方场合下代表参议院，在副总统缺席的情况下担任参议院议长之角色，以及在副总统缺席的情况下与众议院议长一起主持两院联席会议。由于两院联席会议非常受公众注目，因此在现代历史上副总统几乎总是参加，参议院臨時議長也很少有机会主持两院联席会议。最近一次的參議院臨時議長主持两院联席会议是在2001年9月20日，当时乔治·沃克·布什总统就九一一袭击事件向两院联席会议做特殊报告；由于副总统迪克·切尼在当时為防总统发生万一意外而作为指定幸存者，并受到美国特勤局和军队保护，因此这次会议由当时的参议院臨時議長罗伯特·伯德主持。
按照美国宪法第二十五修正案，总统被宣布无法执行其义务以及总统有能力重新恢复，其义务必须由參議院臨時議長和众议院議長公布。
美国參議院臨時議長是美国總統繼任順序中的第三人，位列美国副总统和美国众议院议长之后。
在美国历史，早年參議院臨時議長一般是由一名有经验且具有份量的參议员担任，但随着时间的变迁逐渐失去权力而成为一个仪式性的职务，儘管慣例上仍是由一名資深的參议员担任。从1913年开始，这个职务几乎由多数党最資深的參议员担任。

### 代理参议院臨時議長
由于參議院議長这个职务既缺乏实权也难以获得许多名誉，因此随着时间的推移，副总统和臨時議長都不再每天主持参议院的会议。尤其是作为多数党最資深的议员，臨時議長往往也是某些重要参议院委员会的主席，经常要出席其他重要的会议，因此他通常没有时间来主持参议院会议。而年轻的多数党议员会被委任为代理参议院臨時議長（英語：Acting president pro tempore）来主持参议院的每日会议，这样这些資淺的议员也得以熟悉议会的章程。

## 历史
參議院臨時議長是1789年的美国宪法设立的。一开始这个职务只在副总统缺席的某天或者某周设立的，在1891年以前參議院臨時議長在副总统回到参议院为止就會停任。
1792年至1886年之间，參議院臨時議長是继副总统后總統繼任順序的第二名，排在众议院议长之前。
1868年，安德鲁·约翰逊总统受國會弹劾，若约翰逊被彈劾，因當時沒有副總統（在美國憲法第二十五項修正案通過前，副總統接任總統後，原副總統的職位懸缺），当时擔任參議院臨時議長的本杰明·韦德理应继任总统，但韦德的激進主义使得参议院内大多数共和黨人不愿见到他入主白宫，因此让约翰逊继续任职至屆滿。
1886年，参议院臨時議長和众议院议长被从總統繼任順序中排出；1947年，兩者再度纳入總統繼位順序，不过職權較大的众议院议长排在参议院臨時議長之前。
1911年，当时的参议院臨時議長威廉·弗莱伊辞职和逝世后，当时进步派共和党人、保守派共和党人和民主党人等三派议员最后达成协议，让他们各自提名的臨時議長候选人从1911年至1913年相继擔任。

## 其他

### 長期代理參議院臨時議長
1963年6月，当时的臨時議長卡尔·海顿一度生病，李·梅特卡夫代理其职被委任为“長期代理參議院臨時議長”（英語：Permanent Acting President pro tempore）。由于这个委任没有注明何时结束，因此梅特卡夫带着这个头衔直到1978年逝世。

### 參議院臨時副議長
1977年休伯特·汉弗莱因未能取代羅伯特·伯德被选为多数党领袖而被另行授予“參議院臨時副議長”（英語：Deputy President pro tempore）的象征性职务。
后来在1987年臨時议长約翰·斯坦尼斯生病后，乔治·米切尔代理其职也被授予这个称号。

## 榮譽稱號

### 榮退參議院臨時議長
从2001年6月6日至2003年1月3日，參議員斯特罗姆·瑟蒙德在卸任臨時議長後被授予“榮退參議院臨時議長”（英語：President pro tempore emeritus）的荣誉称号，此後慣例上將此稱號授予之前曾擔任過臨時議長的參議員。通常參議院會為其增編一定的人手和預算。